# 有田陶磁美術館
有田陶磁美術館（ありたとうじびじゅつかん）は、佐賀県西松浦郡有田町にある陶磁器専門の町立美術館である。
明治時代の初めに建てられた石造りの焼き物倉庫（2階建て）を改築し、1954年5月1日に開館した。開館当初は、陶磁器の収集、保存、展示にとどまらず、窯業に関する資料の収集、整理、研究を通した美術史、産業史の紹介も行っていた。しかし、その後、近隣に類似の施設が相次いで開館したため、その役割を有田陶磁の歴史が概観できる優品の収蔵展示に特化した。
収蔵品は有田陶磁創始期の17世紀初頭から現代のものまで多様であるが、その中心は幕末から近代にかけての作品である。

## 主な収蔵品
- 染付有田皿山職人尽し絵図大皿（佐賀県重要文化財） - 有田における磁器の原料土採取から、土つくり、成形、施釉、焼成などの製造工程が図示されたもので、資料的にも貴重である。
- 色絵狛犬（佐賀県重要文化財）

## 基礎データ

### 所在地
- 佐賀県西松浦郡有田町大樽1-4-2

### 交通
- JR九州佐世保線上有田駅下車徒歩15分
- JR九州佐世保線有田駅からコミュニティバス「札の辻」下車徒歩5分